# Сухих, Геннадий Тихонович
Генна́дий Ти́хонович Сухи́х (род. 4 мая 1947, Чкалов, Чкаловская область) — советский и российский патофизиолог, доктор медицинских наук (1985), профессор (1992), заслуженный деятель науки Российской Федерации (2008), академик РАН (2013), РАМН (2005, членкор с 1997). Лауреат Государственной премии РФ в области науки и технологий (2022).

## Биография
Родился в семье Сухих Тихона Ивановича (1908—1978) и Ольги Васильевны (р. 1921).
Окончил с отличием Оренбургский государственный медицинский институт (1974). После окончания аспирантуры работал ассистентом кафедры, старшим научным сотрудником, заведующим лабораторией альма-матер. В 1974 году защитил диссертацию на соискание учёной степени кандидата медицинских наук по теме «Индивидуальные различия и закономерности анатомического строения экстрамедуллярных вен спинного мозга». В 1985 году защитил докторскую диссертацию. С 1986 года руководил лабораторией клинической иммунологии. Получил в 1993 году звание профессора. В 1997 году избран членом-корреспондентом РАМН, а в 2005 году — академиком РАМН. С 2013 года является академиком РАН.
В марте 2007 года Сухих Г. Т. возглавил «Научный центр акушерства, гинекологии и перинатологии» — федеральное учреждение, определяющее стратегию развития акушерской, гинекологической и неонатальной помощи в Российской Федерации. Под его руководством в Центре осуществляется масштабная модернизация: открыты Федеральный перинатальный и клинико-диагностический центры, новые отделения и лаборатории, внедряются инновационные технологии в лечении нарушений репродуктивной функции, современные методы молекулярной и клеточной биологии, позволяющие на ранних этапах прогнозировать и диагностировать развитие патологических состояний при беременности, в родах и в неонатальном периоде.
Сухих Г. Т. — заведующий кафедрой акушерства, гинекологии, перинатологии и репродуктологии ИПО ФГБОУ ВО «Первый МГМУ им. И.М. Сеченова» Минздрава России, член бюро отделения медицинских наук РАН, член Президиума ВАК при Минобрнауки России, член Экспертного совета Минздрава России по охране материнства и детства и мониторингу смертности матерей и детей, возглавляет Экспертный совет по акушерству и гинекологии РАН, является вице-президентом Российского общества акушеров- гинекологов, главным редактором журналов «Акушерство и гинекология», «Клеточные технологии в биологии и медицине», членом редсовета журнала «Доктор.Ру». Входит в редакционный совет Первого медицинского канала. Член Европейской ассоциации иммунологии репродукции и развития (EAIR).
Жена — Валерия Олеговна Сухих, кандидат медицинских наук. Дети — Наталия (р. 1972), Юлия (р. 1978), Александр (р. 1981).

## Научная деятельность
Научные исследования Сухих Г. Т. затрагивают широкий круг приоритетных направлений современной репродуктивной медицины и биологии. Один из первых в России, Сухих Г. Т. начал исследования по изучению иммунобиологических особенностей различных эмбриональных и фетальных стволовых клеток человека, включая методы их культивирования и длительного хранения. Главной целью этих исследований явилась разработка принципиально новых технологий, направленных на восстановление утраченных функций, стимуляцию регенерации, увеличение продолжительности и качества жизни. Разработанный Г. Т. Сухих метод получения «клеточного трансплантата из фетальных тканей» и практика «фетальной терапии» подвергались критике, как этически неприемлемые и научно не обоснованные.
В последние годы научные интересы Г. Т. Сухих охватывают широкий круг проблем организации здравоохранения и медицинской науки, перинатальной медицины, репродуктологии, молекулярной биологии. Исследования, выполненные под руководством Г. Т. Сухих в области охраны репродуктивного здоровья населения России, позволяют оптимизировать лечение хронических заболеваний у женщин и мужчин, разработать пути профилактики ранних потерь беременности, выявить роль молекулярных маркеров в прогнозировании осложнений гестационного процесса, определить особенности течения беременности у женщин с тяжелой экстрагенитальной патологией.
Академиком Г. Т. Сухих создана крупная научная школа, представители которой в своих исследованиях стремятся сочетать фундаментальность научных исследований и их клиническую направленность в приоритетных направлениях: акушерство и гинекология, иммунология репродукции, клеточная биология.
Под руководством Сухих Г. Т. выполнены и защищены 70 кандидатских и 18 докторских диссертаций. Он автор более 940 публикаций, в том числе более 300 — за последние пять лет. За цикл работ «Молекулярно-биологические механизмы бесплодия и невынашивания беременности. Повышение качества репродуктивного здоровья семьи» (2004—2009 гг.) Сухих Г. Т. был отмечен премией РАМН им. В.Ф. Снегирева за лучшую работу в области акушерства и гинекологии.

## Награды и премии

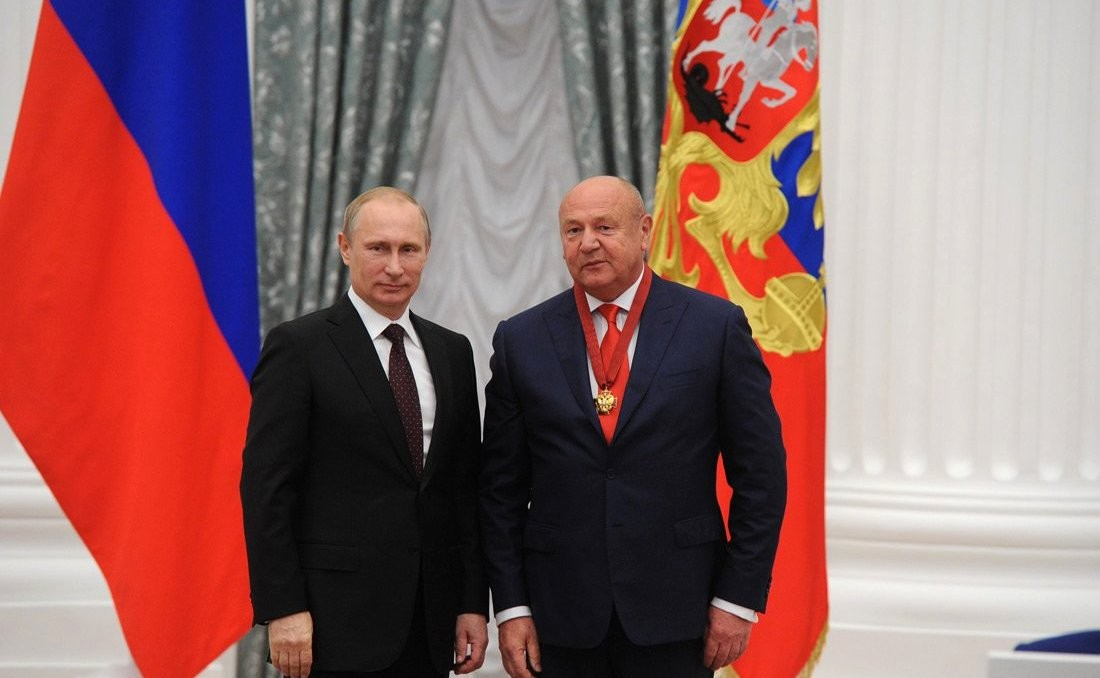
Награждение орденом «За заслуги перед Отечеством» III степени (2014)

- Премия РАМН им. В. Ф. Снегирева — за цикл работ «Молекулярно-биологические механизмы бесплодия и невынашивания беременности. Повышение качества репродуктивного здоровья семьи»
- Заслуженный деятель науки Российской Федерации (2008)
- Почётные грамоты: ФСБ России (2008), Государственной Думы России (2011)
- Медаль «За взаимодействие с ФСБ России» (ФСБ России, 2010)
- Медаль «За содействие органам наркоконтроля» (ФСКН России, 2011)
- Орден «За заслуги перед Отечеством» IV степени (2012)
- Орден «За заслуги перед Отечеством» III степени (2014)
- Орден Александра Невского (2017)[2][3]
- Орден Пирогова (2020)[4]
- Орден «За заслуги перед Отечеством» II степени (2022)[5]
- Лауреат Государственной премии РФ в области науки и технологий (2022)[6][7][8]